# Ignacio Piñeiro
Ignacio Piñeiro Martínez (21 de maio de 1888 — 12 de março de 1969) foi um compositor cubano.
Foi um importante membro da música cubana, especializando-se em rumba, fazendo parte de importantes grupos musicais de seu país, como o El Sexteto Nacional de Ignacio Piñeiro ou os Los Roncos.